# Выборы президента Чехии (2018)
Президентские выборы в Чехии состоялись 12—13 января 2018 года (1 тур) и 26—27 января 2018 года (2 тур). Президент Милош Земан избран на второй срок.

## Предыстория
Бывший премьер-министр Милош Земан был избран президентом Чехии в 2013 году, победив министра иностранных дел Карела Шварценберга на первых прямых президентских выборах в стране. До 2012 года все президентские выборы в Чешской Республике были непрямыми, а президент избирался парламентом Чешской Республики.
С «1993 года в стране существовало две крупнейшие партии — Чешская социал-демократическая партия и Гражданская демократическая партия. Эта модель изменилась в начале 2014 года с ростом новой политической партии ANO 2011, которая привела к ослаблению обеих основных партий. Economist Intelligence Unit» оценила Чехию как «слабую демократию» в 2016 году. Поскольку система в Чешской Республике неоднократно производит очень слабые правительства (особая проблема заключается в том, что около 15 % электората поддерживают коммунистов, которых избегают все другие партии) постоянно говорят о его изменении, но без особых шансов на то, чтобы реально продвинуть избирательную реформу.
Согласно опросам, проведенным в 2016 году, Земан был лидером, и его шансы на переизбрание считались высокими, хотя предполагалось, что кандидатура Земана будет определяться его здоровьем. Земан объявил о выдвижении своей кандидатуры 9 марта 2017 года. Были предположения, что и социал-демократы (ČSSD), и ANO 2011 могут поддержать Земана, но ни одна из сторон не сделала этого в конечном счёте. Некоторые комментаторы предположили, что Земан победит в 1-м туре.
23 августа 2017 года спикер Сената объявил, что первый тур состоится 12 и 13 января 2018 года, а второй тур состоится 26 и 27 января 2018 года, если таковой потребуется.. Крайний срок для выдвижения кандидатов был запланирован на 7 ноября 2017 года.

## Кандидаты
| Кандидат                            | Партия                              | Первый тур | Первый тур | Второй тур | Второй тур |
| Кандидат                            | Партия                              | Голоса     | %          | Голоса     | %          |
| ----------------------------------- | ----------------------------------- | ---------- | ---------- | ---------- | ---------- |
| Милош Земан                         | Партия прав граждан                 | 1 985 547  | 38,56      | 2 853 390  | 51,36      |
| Йиржи Драгош                        | Независимый                         | 1 369 601  | 26,60      | 2 701 206  | 48,63      |
| Павел Фишер                         | Независимый                         | 526 694    | 10,23      |            |            |
| Михал Горачек                       | Независимый                         | 472 643    | 9,18       |            |            |
| Марек Гилшер                        | Независимый                         | 454 949    | 8,83       |            |            |
| Мирек Тополанек                     | Независимый                         | 221 689    | 4,30       |            |            |
| Йиржи Гинек                         | Партия реалистов                    | 63 348     | 1,23       |            |            |
| Петр Ганниг                         | Партия общего выбора                | 29 228     | 0,56       |            |            |
| Вратислав Кулганек                  | Гражданско-демократический альянс   | 24 442     | 0,47       |            |            |
| Выдано избирательных конвертов      | Выдано избирательных конвертов      | 5 180 290  | –          | 5 569 665  | –          |
| Сдано избирательных конвертов       | Сдано избирательных конвертов       | 5 177 238  | –          | 5 567 627  | –          |
| Пустые и недействительные конверты  | Пустые и недействительные конверты  | 29 097     | –          | 13 031     | –          |
| Действительные голоса               | Действительные голоса               | 5 148 141  | 100        | 5 554 596  | 100        |
| Зарегистрировано избирателей и явка | Зарегистрировано избирателей и явка | 8 366 433  | 61,92      | 8 363 002  | 66,60      |
| Источник: Volby                     |                                     |            |            |            |            |

## Результаты

### Первый тур
Явка в первом туре составила 61,92% избирателей. Первое место с 38,56%  занял Милош Земан, второе место с 26,60% занял Йиржи Драгош. Остальные 7 кандидатов на пост президента Чехии получили от 0,47% до 10,23% голосов избирателей. Второй тур президентских выборов прошёл 26 и 27 января 2018 года.

### Второй тур
Явка во втором туре составила 66,60% избирателей. По окончательным данным, победил Милош Земан с 51,36% голосов, у Иржи Драгоша — 48,63% голосов.

### Международная реакция
- Председатель КНР Си Цзиньпин поздравил Земана и заявил, что хочет перевести стратегическое партнерство между двумя странами на более высокий уровень[19].
- Председатель Европейской комиссии Жан-Клод Юнкер поздравил Земана и заявил, что с нетерпением ждёт возможности работать с ним. Председатель Европейского совета Дональд Туск также поздравил Земана с победой[20].
- Федеральный президент Франк-Вальтер Штайнмайер поздравил Земана и отметил общую историю двух стран[21].
- Премьер-министр Израиля Биньямин Нетаньяху лично поздравил Земана[22].
- Президент России Владимир Путин был одним из первых, кто поздравил Земана, заявив, что выборы подтвердили авторитет Земана. Он выразил готовность к конструктивному сотрудничеству по двусторонним отношениям[23].
- Премьер-министр Словакии Роберт Фицо был первым международным политиком, который поздравил Земана, назвав его умным и опытным политиком и сказал, что он доволен результатом[24]. Президент Андрей Киска поздравил Земана и выразил надежду, что отношения между двумя странами останутся близкими. Он также пригласил Земана посетить Словакию[25].

## Комментарии
1. ↑  Явка — отношение числа выданных избирательных конвертов к числу зарегистрированных избирателей.